# Preparctia mirifica
Preparctia mirifica là một loài bướm đêm thuộc phân họ Arctiinae, họ Erebidae.